# Jack Winfield
Jack Winfield (eigentlich John William Winfield; * 27. Oktober 1907 in Stanley Common, Derbyshire; † Januar 1991 in West Hallam, Derbyshire) war ein britischer Langstreckenläufer.
Bei den British Empire Games 1930 in Hamilton gewann er für England startend Bronze über drei Meilen und wurde Siebter über sechs Meilen.
1931 errang er Silber beim Cross der Nationen. Im selben Jahr stellte er am 30. August in Köln mit 14:55,0 min seine persönliche Bestzeit über 5000 m auf.